# Caneva
Caneva là một đô thị ở tỉnh Pordenone trong vùng Friuli-Venezia Giulia, có cự ly khoảng 110 km về phía tây bắc của Trieste và khoảng 15 km về phía tây của Pordenone. Tại thời điểm ngày 31 tháng 12 năm 2004, đô thị này có dân số 6.374 người và diện tích là 42 km².
Caneva giáp các đô thị: Cordignano, Fontanafredda, Fregona, Polcenigo, Sacile, Sarmede, Tambre.